# Салча (Галац)
Салча (рум. Salcia) — село у повіті Галац в Румунії. Входить до складу комуни Умбререшть.
Село розташоване на відстані 175 км на північний схід від Бухареста, 54 км на північний захід від Галаца, 142 км на схід від Брашова.

## Населення
За даними перепису населення 2002 року у селі проживали 930 осіб. Усі жителі села рідною мовою назвали румунську.
Національний склад населення села:
| Національність | Кількість осіб | Відсоток |
| -------------- | -------------- | -------- |
| румуни         | 813            | 87,4%    |
| цигани         | 117            | 12,6%    |